# Invasion (Fernsehserie)
Invasion ist eine US-amerikanische Science-Fiction-Fernsehserie, die von Shaun Cassidy Productions und Warner Bros. Television für das Fernsehnetwork ABC produziert wurde. Nach Produktion und Ausstrahlung der ersten Staffel hat ABC die Mystery-Serie jedoch aufgrund geringer Einschaltquoten abgesetzt.

## Handlung
Als eine Kleinstadt in Florida von einem Hurrikan heimgesucht wird, kämpft U.S. Park Ranger Russell Varon darum, seine Familie vor einem Sturm zu beschützen. Während des Sturms meint seine kleine Tochter, mysteriöse Lichter durch die Luft fliegen zu sehen, welche nicht vom Wind beeinflusst werden und in einen nahe liegenden See eintauchen. Varon glaubt zunächst nicht an die Geschichte. Als er dann aber seine nach dem Sturm vermisste Ex-Frau halbtot und ohne jede Erinnerung an den Sturm am Seeufer wiederfindet, fängt er an, sich zu wundern. Irgendwie scheint sie wie auch andere überlebende Opfer des Sturms eine andere Person zu sein.
Ähnlich wie der Film Die Dämonischen (Invasion of the Body Snatchers, 1956) handelt es sich um die Folgezeit eines Hurrikans, durch den außerirdische Wesen kommen und die Körper der Menschen einer Kleinstadt in Florida übernehmen. Auch in „Invasion“ erscheinen die Übernommenen erst als normale Mitbürger, die nur vereinzelt, bei ihren Partnern oder Kindern, Misstrauen erwecken. Mit der Zeit wächst ihre Zahl und die „Normalen“ finden sich in der Minderzahl.
Im Unterschied zum Vorbild schlüpfen die fremden Doppelgänger jedoch nicht aus überdimensionalen Gurken, sondern schwimmen, orange leuchtend, die Form zwischen Rochen und Tintenfisch, im Wasser und warten dort auf ihre Opfer. Auch merken bei Invasion die Übernommenen die Verwandlung an sich selbst nur langsam und durch einen eigenartigen Drang zum Wasser. Mit der Zeit nehmen Auseinandersetzungen zwischen den beiden Gruppen in der Stadt zu und werden gewaltsam, parallel kommt es aber auch zu Vermittlung und Kooperation – ein Widerspruch, der vor allem durch Sheriff Underlay (William Fichtner) ausgedrückt wird.
Zunehmend werden sich die „Hybriden“ der Abtrennung bewusst, organisieren sich und treffen Vorbereitungen für die Ankunft weiterer Außerirdischer. Auch die US-Regierung ist über Agenten, später auch direkt mit Soldaten in die Sache verwickelt, sei es aus wissenschaftlichem Interesse oder für militärische Zwecke.
In den letzten Folgen der – ersten und einzigen – Staffel kommt es zu einem weiteren Sturm, bei dem zahlreiche Leuchtwesen vom Himmel regnen, während die Helden den „Hybriden“-Verschwörern ausgeliefert scheinen. Soldaten treiben die Stadtbewohner gewaltsam ins Wasser, wo die Leuchtwesen bereits warten. Sheriff Underlay stoppt die Soldaten mit seiner Waffe, und auch der Verschwörer Szura wird schließlich von ihm getötet. Nun schafft die reguläre Armee in der Stadt wieder Ordnung. Unklar bleibt jedoch das Schicksal der Umgewandelten – und die Invasion ist keinesfalls gestoppt.
So ist die letzte Episode ein klassischer Cliffhanger – bei ihrer Produktion ging man noch davon aus, dass die Serie fortgesetzt würde.

## Episodenliste
| Folge | Titel                 | Originaltitel         | Erstausstrahlung (Deutschland, ProSieben) | Erstausstrahlung (USA, ABC) |
| ----- | --------------------- | --------------------- | ----------------------------------------- | --------------------------- |
| 1     | Der Hurrikan          | Invasion              | 30. Oktober 2006                          | 21. September 2005          |
| 2     | Der Taucher           | Lights Out            | 6. November 2006                          | 28. September 2005          |
| 3     | Die Wasserscheide     | Watershed             | 13. November 2006                         | 5. Oktober 2005             |
| 4     | Der Überträger        | Alpha Male            | 20. November 2006                         | 12. Oktober 2005            |
| 5     | Die Überlebenden      | Unnatural Selection   | 27. November 2006                         | 19. Oktober 2005            |
| 6     | Die Jagd              | The Hunt              | 4. Dezember 2006                          | 26. Oktober 2005            |
| 7     | Fisch-Story           | Fish Story            | 11. Dezember 2006                         | 9. November 2005            |
| 8     | Die Entdeckung        | The Cradle            | 18. Dezember 2006                         | 16. November 2005           |
| 9     | Unterwassersuche      | The Dredge            | 8. Januar 2007                            | 23. November 2005           |
| 10    | Ursprung der Arten    | Origin Of Species     | 15. Januar 2007                           | 30. November 2005           |
| 11    | Wir oder die          | Us Or Them            | 22. Januar 2007                           | 11. Januar 2006             |
| 12    | Macht                 | Power                 | 29. Januar 2007                           | 18. Januar 2006             |
| 13    | Erlösung              | Redemption            | 5. Februar 2007                           | 25. Januar 2006             |
| 14    | Alle Geschöpfe Gottes | All God’s Creatures   | 12. Februar 2007                          | 8. Februar 2006             |
| 15    | Das Nest              | The Nest              | 19. Februar 2007                          | 15. Februar 2006            |
| 16    | Nur die Stärksten     | The Fittes            | 5. März 2007                              | 8. März 2006                |
| 17    | Die Insel             | The Key               | 12. März 2007                             | 15. März 2006               |
| 18    | Re-Evolution          | Re-Evolution          | 19. März 2007                             | 19. April 2006              |
| 19    | Neue Arten            | The Son Also Rises    | 26. März 2007                             | 26. April 2006              |
| 20    | Der neue Hurrikan     | Run And Gun           | 2. April 2007                             | 3. Mai 2006                 |
| 21    | Szuras Plan           | Round Up              | 16. April 2007                            | 10. Mai 2006                |
| 22    | Der Abschied          | The Last Wave Goodbye | 23. April 2007                            | 17. Mai 2006                |

Bevor Invasion auf ProSieben im deutschen Free-TV ausgestrahlt wurde, strahlte der Pay-TV-Sender Premiere die Folgen aus.

## Einschaltquoten
Nachdem die Serie auf ProSieben nur von etwa rund 1,4 Millionen Zuschauern gesehen wurde, verschob sich der Sendeplatz von anfangs 20:15 Uhr ab dem 8. Januar 2007 auf 22:40 Uhr. Nachdem die Einschaltquoten auch hier nicht zufriedenstellend waren, erfolgte eine erneute Sendeplatzänderung auf 01:00 Uhr.
Eine unvollständige Auflistung gemessener Einschaltquoten und Marktanteile veranschaulicht folgende Tabelle:
| Datum                        | Zuschauer | Zuschauer       | Marktanteil | Marktanteil     | Quellen           |
| Datum                        | Gesamt    | 14 bis 49 Jahre | Marktanteil | Marktanteil     | Quellen           |
| Datum                        | Gesamt    | 14 bis 49 Jahre | Gesamt      | 14 bis 49 Jahre | Quellen           |
| ---------------------------- | --------- | --------------- | ----------- | --------------- | ----------------- |
| 30. Oktober 2006, 20:15 Uhr  | 1,96 Mio. | 1,41 Mio.       | 6,0 %       | 11,1 %          | [ 1 ] [ 2 ] [ 3 ] |
| 6. November 2006, 20:15 Uhr  | 1,83 Mio. | 1,30 Mio.       | 5,3 %       | 9,5 %           | [ 1 ] [ 4 ]       |
| 27. November 2006, 20:15 Uhr | 1,28 Mio. | < 1,0 Mio.      | 3,8 %       | 7,0 %           | [ 1 ]             |
| 11. Dezember 2006, 20:15 Uhr | 1,48 Mio. | –               | 4,4 %       | 7,7 %           | [ 5 ]             |
| 15. Januar 2007, 22:40 Uhr   | 0,97 Mio. | 0,74 Mio.       | 4,0 %       | 6,8 %           | [ 1 ]             |
| 22. Januar 2007, 01:00 Uhr   | 0,26 Mio. | 0,22 Mio.       | 7,0 %       | 10,8 %          | [ 1 ]             |

## Kampagne zur Fortsetzung
Nach der Absetzung wegen sinkender US-Zuschauerzahlen – von anfangs 17 auf am Ende 9 Millionen – formierte sich in den USA im Sommer 2006 eine Kampagne, um bei den Sendern für die Fortsetzung der Serie zu werben. Eine Petition „Save Invasion“ wurde initiiert, um so Unterschriften zu sammeln, mit welchen die Entscheider direkt angesprochen werden sollten; jedoch ohne Erfolg.